# Райнгольд Філіп Йоганн Граф фон Анреп-Ельмпт
Райнхольд Філіп Йоганн Граф фон Анреп-Ельмпт (нар. 30 січня 1834 — пом. 26 серпня 1888) — російський офіцер балтійсько-німецького походження, дослідник.

## Життя і робота
Рейнхольд фон Анреп-Ельмпт народився в Курську в Російській імперії у родині Йозефа Карла фон Анрепа та Сесілі Анреп, уродженої фон Ельмпт. Виріс у Ризі та Санкт-Петербурзі. У 1854 році став корнетом полку Шевальє-гвардії.
Брав участь у Кримській війні. 1858 року покинув службу зі званням ротмістра. 1858—1870 роки провів у своєму маєтку в Кярстні (нім. Kerstenshof) на території сучасної Естонії. Решту свого життя присвятив дослідженням, подорожуючи до Австралії, Ост-Індії, Китаю, Японії, Каліфорнії, Центральної Америки, Південної Америки, Камбоджі та Таїланду.
Помер у Таїланді.

## Вибрані твори
- Von der Spitze des Großglockners auf die sieben Sandhügel am See Francisco (Рига, 1882)
- Австралія, Eine Reise durch den ganzen Welttheil (3 томи, Лейпциг 1886)
- Reise um die Welt, Beschreibung von Land und Meer, nebst Sitten und Kulturschilderungen mit besonderer Berücksichtigung der Tropennatur (Лейпциг, 1887)